# 雅达利游戏
雅达利游戏（英語：Atari Games Corporation）是一家曾经存在的電子遊戲公司。其最初是雅达利有限公司（Atari Inc.）的投币式街机部门，1984年7月2日由其母公司華納通訊公司分出成立的子公司。
1983年，当雅达利的母公司華納通訊公司（Warner Communications）受到美國遊戲業大蕭條影響，雅達利消费部门在前三季度损失50亿美元之后，其街机部门仍然是盈利。 1984年華納将雅达利消费部门出售给Jack Tramiel並創立新雅達利公司（Atari Corporation）之后，仍然保留了投币式街机部门。并将其命名为雅达利游戏。
1987年雅达利游戏成立子公司天元（Tengen），目的是為了進入家用遊戲機市場。
1993年，時代華納购买了雅达利游戏，将其成为時代華納互動（Time Warner Interactive）部门的附属。

## 備註
1. ↑  曾經是雅達利的母公司華納通訊與時代公司於1990年合併而成，2018年改名為華納媒體。